# Interferometro di Fabry-Pérot

Rappresentazione grafica del funzionamento dell'interferometro di Fabry-Pérot

In ottica, l'interferometro di Fabry-Perot (chiamato anche Fabry-Pérot etalon) è un interferometro costituito da una cavità delimitata da due superfici parzialmente riflettenti piane ad alto coefficiente di riflessione. La luce entrante effettua diverse andate e ritorno fra le due superfici riflettenti e all'interno della cavità, e ne fuoriesce parzialmente ad ogni riflessione. Le lunghezze d'onda della luce in risonanza con l'interferometro ne escono intensificate. Interferometri di Fabry-Perot sono largamente utilizzati in telecomunicazioni, laser e in spettroscopia per controllare e misurare la lunghezza d'onda della luce.

## Teoria
Luce di una certa lunghezza d'onda viene fatta incidere su un lato della cavità. Quando raggiunge l'altra estremità, viene parzialmente trasmessa al di fuori dell'interferometro e parzialmente riflessa tramite degli specchi. Venendo continuamente riflessa avanti e indietro, la luce acquista dopo ogni tragitto completo una differenza di fase rispetto al raggio precedente di δ:
{\displaystyle \delta =\left({\frac {2\pi }{\lambda }}\right)2nl\cos \theta }
dove {\displaystyle n} è l'indice di rifrazione della cavità, {\displaystyle l} è la lunghezza della cavità, {\displaystyle \lambda } è la lunghezza d'onda della luce incidente e {\displaystyle \theta } l'angolo sotto il quale viaggia la luce nella cavità.
Sommando tutti i contributi all'intensità della luce trasmessa si ottiene il coefficiente di trasmissione di un interferometro di Fabry-Perot, anche noto come curva di Airy:

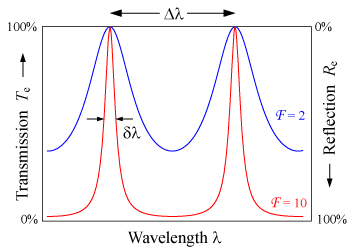
La trasmissione dall'interferometro in funzione della lunghezza d'onda, con la distanza fra i due specchi costante. Si noti il grande aumento di precisione che si ottiene variando il coefficiente di finesse da 2 (linea blu) a 10 (linea rossa)

{\displaystyle T_{e}={\frac {{(1-R)}^{2}}{1+R^{2}-2R\cos {\delta }}}={\frac {1}{1+F\sin ^{2}{\!\left({\frac {\delta }{2}}\right)}}}}
dove
{\displaystyle F={\frac {4R}{{(1-R)}^{2}}}}
mentre {\displaystyle R} è il coefficiente di riflessione delle superfici. Per {\displaystyle \delta =2m\pi } ({\displaystyle m} intero) la funzione è massima ({\displaystyle T_{e}=1}). Quando {\displaystyle R\rightarrow 1} le curve diventano sempre più strette. In genere si utilizza {\displaystyle R>0{,}95} tramite specchi in grado di riflettere un'alta percentuale della luce, in modo da ottenere un risultato ottimale.
Verrà trasmessa bene solo la luce che soddisfa la condizione per cui {\displaystyle l} è circa un numero intero di lunghezze d'onda, in modo da avere interferenza costruttiva. In un esperimento si utilizza generalmente un interferometro Fabry-Perot costituito da due specchi ad alta riflettività a distanza variabile (di conseguenza {\displaystyle n\approx 1}): è possibile così variare la distanza fra le due superfici riflettenti fino ad ottenere la massima trasmissione, dalla quale si può ricavare la lunghezza d'onda della sorgente di luce in modo molto preciso.
Il coefficiente di finesse:
{\displaystyle {\mathcal {F}}:={\frac {2\pi }{\Delta \varphi }}={\frac {\pi }{2\displaystyle \arcsin {\left({\frac {1-R}{2{\sqrt {R}}}}\right)}}}}
spesso approssimato a
{\displaystyle {\mathcal {F}}\approx {\frac {\pi {\sqrt {F}}}{2}}={\frac {\pi {\sqrt {R}}}{1-R}}}
per {\displaystyle F} grande, determina con quanta precisione si possono separare due diverse lunghezze d'onda: più {\displaystyle F} è elevato, più preciso è lo strumento. In queste relazioni {\displaystyle \Delta \varphi } indica la larghezza a metà altezza della curva di Airy, ossia la distanza angolare fra due punti consecutivi che delimitano un picco in corrispondenza dei quali {\displaystyle T_{e}} vale 1/2.